# Centre Saint-Sever
Pour les articles homonymes, voir Saint-Sever (homonymie).
Le centre Saint-Sever est un centre commercial situé sur la rive gauche de la Seine, dans le quartier du même nom, deuxième centre-ville de Rouen. Le centre Saint-Sever est devenu un pôle d’attractivité et est le centre commercial de (Normandie) accueillant le plus de visites. C'est le plus grand centre commercial de Normandie juste devant Mondeville 2 (Caen, Calvados) et le centre commercial Océane ( Le Havre, Seine Maritime)

## Historique

Ancien logo.

Le centre a été inauguré le 23 octobre 1978 par le maire de Rouen, Jean Lecanuet, en compagnie de Jacques Barrot, ministre du commerce et de l'artisanat, et de Pierre Bolotte, préfet de la Seine-Maritime.
Des scènes du film À mort l'arbitre de Jean-Pierre Mocky ont été tournées dans le centre commercial.
Le théâtre Duchamp-Villon a fermé en 2001. 
Le centre commercial subit une rénovation complète s'achevant en septembre 2011.
Le groupe néerlandais Wereldhave rachète le site en 2014. Une importante rénovation du centre a lieu d'octobre 2017 jusqu'à l'automne 2019. Le 4 décembre 2018, 18 nouvelles enseignes ouvrent.
En 2021, Wereldhave revend le centre à Lighthouse Capital ltd.
Un magasin Primark ouvre le 1er décembre 2023.

## Description
Il rassemble une centaine de commerces dont un hypermarché (E.Leclerc) ancien Super M, un cinéma de 14 salles, ainsi que des enseignes de prêt-à-porter, optique, beauté, coiffure, téléphonie, restauration, etc. Le centre commercial contient aussi une bibliothèque et une mairie annexe.
Il possède un parc de stationnement de 1 800 places géré par Vinci et une station-service dont l'entrée se fait par l'avenue de Bretagne. Le site est accessible par la station de métro Saint-Sever.